# Microsoft Lumia
Microsoft Lumia (trước kia là Nokia Lumia) là dòng điện thoại thông minh và máy tính bảng thiết kế và bán ra bởi Microsoft Mobile và trước đó bởi Nokia. Được giới thiệu vào tháng 11 năm 2011, dòng sản phẩm là kết quả của sự hợp tác lâu dài giữa Nokia và Microsoft—như vậy, tất cả điện thoại thông minh Lumia đều chạy hệ điều hành Windows Phone, mục đích để cạnh tranh với iOS iPhone và thiết bị Android. Từ Lumia có nguồn gốc từ số nhiều của từ 'lumi', có nghĩa là 'tuyết' trong tiếng Phần Lan.
Ngày 3 tháng 9 năm 2013, Microsoft công bố kế hoạch mua lại mảng kinh doanh điện thoại di động của Nokia, với các thoả thuận kết thúc vào 25 tháng 4 năm 2014. Kết quả là dòng Lumia giờ sẽ thuộc về Microsoft Mobile. Trong một phần của quá trình chuyển đổi, Microsoft tiếp tục sử dụng thương hiệu Nokia trên các thiết bị Lumia đến tháng 10 năm 2014, khi họ chính thức bắt đầu kết thúc việc sử dụng cái tên Nokia trong các chương trình tiếp thị và sản xuất của các điện thoại thông minh để Microsoft xây dựng thương hiệu của mình.

## Danh sách các thiết bị

### Các thiết bị Lumia mang nhãn hiệu Nokia
| Các thiết bị Nokia Lumia | Các thiết bị Nokia Lumia | Các thiết bị Nokia Lumia | Các thiết bị Nokia Lumia | Các thiết bị Nokia Lumia | Các thiết bị Nokia Lumia | Các thiết bị Nokia Lumia                                           |
| Tên                      | Tên mã                   | Ngày ra mắt              | Dòng                     | Thế hệ                   | Phiên bản HĐH cài sẵn    | Biến thể                                                           |
| ------------------------ | ------------------------ | ------------------------ | ------------------------ | ------------------------ | ------------------------ | ------------------------------------------------------------------ |
| Nokia Lumia 800          | Sea Ray                  | tháng 11 năm 2011        | 800                      | 1                        | Windows Phone 7.5        | 800C với CDMA2000 cho China Telecom                                |
| Nokia Lumia 710          | Sabre                    | tháng 1 năm 2012         | 700                      | 1                        | Windows Phone 7.5        |                                                                    |
| Nokia Lumia 900          | Ace                      | tháng 4 năm 2012         | 900                      | 1                        | Windows Phone 7.5        |                                                                    |
| Nokia Lumia 610          | Cliff                    | tháng 4 năm 2012         | 600                      | 1                        | Windows Phone 7.5        | 610C với CDMA2000 cho China Telecom                                |
| Nokia Lumia 510          | Glory                    | tháng 9 năm 2012         | 500                      | 1                        | Windows Phone 7.5        |                                                                    |
| Nokia Lumia 820          | Arrow                    | tháng 11 năm 2012        | 800                      | 2                        | Windows Phone 8          | 810 cho T-Mobile, 822 cho Verizon                                  |
| Nokia Lumia 920          | Phi                      | tháng 11 năm 2012        | 900                      | 2                        | Windows Phone 8          | 928 (Lazer) cho Verizon với đèn flash Xenon, 920T cho China Mobile |
| Nokia Lumia 505          |                          | tháng 12 năm 2012        | 500                      | 1                        | Windows Phone 7.8        |                                                                    |
| Nokia Lumia 620          | Sand                     | tháng 1 năm 2013         | 600                      | 2                        | Windows Phone 8          |                                                                    |
| Nokia Lumia 520          | Fame                     | tháng 1 năm 2013         | 500                      | 2                        | Windows Phone 8          | 520T với TD-SCDMA cho China Mobile                                 |
| Nokia Lumia 720          | Zeal                     | tháng 1 năm 2013         | 700                      | 2                        | Windows Phone 8          | 720T với TD-SCDMA cho China Mobile                                 |
| Nokia Lumia 925          | Catwalk                  | tháng 6 năm 2013         | 900                      | 2                        | Windows Phone 8          | 925T với TD-SCDMA cho China Mobile                                 |
| Nokia Lumia 1020         | EOS                      | tháng 7 năm 2013         | 1000                     | 2                        | Windows Phone 8          |                                                                    |
| Nokia Lumia 1320         | Batman                   | tháng 10 năm 2013        | 1000                     | 2                        | Windows Phone 8          |                                                                    |
| Nokia Lumia 1520         | Bandit                   | tháng 10 năm 2013        | 1000                     | 2                        | Windows Phone 8          |                                                                    |
| Nokia Lumia 2520         | Sirius                   | tháng 10 năm 2013        | 2000                     | 2                        | Windows RT               |                                                                    |
| Nokia Lumia 625          | Max                      | tháng 8 năm 2013         | 600                      | 2                        | Windows Phone 8          |                                                                    |
| Nokia Lumia 525          | Glee                     | tháng 12 năm 2013        | 500                      | 2                        | Windows Phone 8          |                                                                    |
| Nokia Lumia Icon - 929   | Vanquish                 | 12 tháng 2 năm 2014      | 900                      | 3                        | Windows Phone 8.1        |                                                                    |
| Nokia Lumia 930          | Martini                  | tháng 4 năm 2014         | 900                      | 3                        | Windows Phone 8.1        |                                                                    |
| Nokia Lumia 630          | Moneypenny               | tháng 4 năm 2014         | 600                      | 3                        | Windows Phone 8.1        | 635 với LTE, 636 và 638 với 1GB RAM                                |
| Nokia Lumia 530          | Rock                     | tháng 7 năm 2014         | 500                      | 3                        | Windows Phone 8.1        |                                                                    |
| Nokia Lumia 730 Dual SIM |                          | tháng 9 năm 2014         | 700                      | 3                        | Windows Phone 8.1        |                                                                    |
| Nokia Lumia 735          | Superman                 | tháng 9 năm 2014         | 700                      | 3                        | Windows Phone 8.1        |                                                                    |
| Nokia Lumia 830          | Tesla                    | tháng 9 năm 2014         | 800                      | 3                        | Windows Phone 8.1        |                                                                    |

### Các thiết bị Lumia mang nhãn hiệu Microsoft
| Các thiết bị Microsoft Lumia | Các thiết bị Microsoft Lumia | Các thiết bị Microsoft Lumia | Các thiết bị Microsoft Lumia | Các thiết bị Microsoft Lumia | Các thiết bị Microsoft Lumia | Các thiết bị Microsoft Lumia |
| Tên                          | Tên mã                       | Ngày ra mắt                  | Dòng                         | Thế hệ                       | Phiên bản HĐH cài sẵn        | Biến thể                     |
| ---------------------------- | ---------------------------- | ---------------------------- | ---------------------------- | ---------------------------- | ---------------------------- | ---------------------------- |
| Microsoft Lumia 535          | Chakra                       | tháng 11 năm 2014            | 500                          | 3                            | Windows Phone 8.1            | Hai SIM                      |
| Microsoft Lumia 435          | Vela                         | tháng 1 năm 2015             | 400                          | 3                            | Windows Phone 8.1            |                              |
| Microsoft Lumia 532          | Leo                          | tháng 1 năm 2015             | 500                          | 3                            | Windows Phone 8.1            | Hai SIM                      |
| Microsoft Lumia 640          | Demsey                       | tháng 3 năm 2015             | 600                          | 4                            | Windows Phone 8.1            | LTE, Hai SIM, LTE hai SIM.   |
| Microsoft Lumia 640 XL       | Makepeace                    | tháng 3 năm 2015             | 600                          | 4                            | Windows Phone 8.1            | LTE, Hai SIM, LTE hai SIM.   |
| Microsoft Lumia 430          | Doris                        | tháng 3 năm 2015             | 400                          | 3                            | Windows Phone 8.1            |                              |
| Microsoft Lumia 540          | Lukla                        | tháng 4 năm 2015             | 500                          | 4                            | Windows Phone 8.1            |                              |
| Microsoft Lumia 950          | Talkman                      | 6 tháng 10 năm 2015          | 900                          | 5                            | Windowss 10 Mobile           |                              |
| Microsoft Lumia 950 XL       | Cityman                      | 6 tháng 10 năm 2015          | 900                          | 5                            | Windows 10 Mobile            |                              |
| Microsoft Lumia 550          | Saana                        | 16 tháng 10 năm 2015         |                              |                              | Windows 10 Mobile            |                              |
| Microsoft Lumia 650          | Saimaa                       | 15 tháng 2 năm 2016          |                              |                              | Windows 10 Mobile            |                              |

## So sánh các thiết bị

### Thế hệ đầu (Windows Phone 7)
| Thế hệ đầu (Windows Phone 7)   | Thế hệ đầu (Windows Phone 7)            | Thế hệ đầu (Windows Phone 7)          | Thế hệ đầu (Windows Phone 7)         | Thế hệ đầu (Windows Phone 7)           | Thế hệ đầu (Windows Phone 7)     |
| Tính năng                      | Lumia 510                               | Lumia 610                             | Lumia 710                            | Lumia 800                              | Lumia 900                        |
| ------------------------------ | --------------------------------------- | ------------------------------------- | ------------------------------------ | -------------------------------------- | -------------------------------- |
| Ngày giới thiệu                | Tháng 9 2012                            | Tháng 4 2012                          | Tháng 1 2012                         | Tháng 11 2011                          | Tháng 4 2012                     |
| HĐH thấp nhất                  | Windows Phone 7.5                       | Windows Phone 7.5                     | Windows Phone 7.5                    | Windows Phone 7.5                      | Windows Phone 7.5                |
| Maximum OS                     | Windows Phone 7.8                       | Windows Phone 7.8                     | Windows Phone 7.8                    | Windows Phone 7.8                      | Windows Phone 7.8                |
| Mạng                           | GSM, HSDPA, Wi-Fi                       | GSM, HSDPA, Wi-Fi                     | GSM, HSDPA, Wi-Fi                    | GSM, HSDPA, Wi-Fi                      | Thêm LTE                         |
| Kích thước                     | Dài: 120,7mm Rộng: 64,9mm Mỏng: 11,46mm | Dài: 119mm Rộng: 62,2mm Mỏng: 11,95mm | Dài: 119mm Rộng: 62,4mm Mỏng: 12,5mm | Dài: 116,5mm Rộng: 61,2mm Mỏng: 12,1mm | Dài: 128mm Rộng: 69mm Mỏng: 12mm |
| Nặng                           | 129g                                    | 131,5g                                | 126g                                 | 142g                                   | 160g                             |
| Màn hình                       | Kính chống xước                         | Kính chống xước                       | Kính chống xước                      | Gorilla Glass (cong)                   | Gorilla Glass (phẳng)            |
| Loại màn hình                  | TFT LCD                                 | TFT LCD                               | TFT LCD                              | AMOLED (ma trận PenTile)               | AMOLED (ma trận RGB)             |
| Độ phân giải                   | 480x800                                 | 480x800                               | 480x800                              | 480x800                                | 480x800                          |
| Kích thước màn hình            | 4 in                                    | 3.7 in                                | 3.7 in                               | 3.7 in                                 | 4.3 in                           |
| Thời lượng pin (trò chuyện 3G) | 8.4 giờ                                 | 9.5 giờ                               | 7.6 giờ                              | 9.5 giờ                                | 7 giờ                            |
| Thời lượng pin (phát video)    | 7.4 giờ                                 | 7 giờ                                 | 6 giờ                                | 6.5 giờ                                | 8 giờ                            |
| Thời lượng pin (nghe nhạc)     | 38 giờ                                  | 35 giờ                                | 38 giờ                               | 55 giờ                                 | 60 giờ                           |
| Thời lượng pin (3G chế độ chờ) | 653.2 giờ                               | 720 giờ                               | 400 giờ                              | 335 giờ                                | 300 giờ                          |
| Dung lượng pin                 | 1300mAh                                 | 1300mAh                               | 1300mAh                              | 1450mAh                                | 1830mAh                          |
| Độ phân giải máy ảnh           | 5 MP                                    | 5 MP                                  | 5 MP                                 | 8 MP                                   | 8 MP                             |
| Độ phân giải video             | 480p @ 30 fps                           | 480p @ 30 fps                         | 720p @ 30 fps                        | 720p @ 30 fps                          | 720p @ 30 fps                    |
| Khẩu độ                        | 2.4                                     | 2.4                                   | 2.4                                  | 2.2                                    | 2.2                              |
| Len                            | —                                       | —                                     | —                                    | Carl Zeiss                             | Carl Zeiss                       |
| Máy ảnh trước                  | —                                       | —                                     | —                                    | —                                      | 1.3 MP                           |
| Đèn Flash                      | —                                       | Đơn-LED                               | Đơn-LED                              | Đôi-LED                                | Đôi-LED                          |
| Bộ nhớ                         | 4 GB                                    | 8 GB                                  | 8 GB                                 | 16 GB                                  | 16 GB                            |
| Bộ nhớ mở rộng                 | Không                                   | Không                                 | Không                                | Không                                  | Không                            |
| SoC                            | Snapdragon S1 MSM7227A (45 nm)          | Snapdragon S1 MSM7227A (45 nm)        | Snapdragon S2 MSM8255 (45 nm)        | Snapdragon S2 MSM8255 (45 nm)          | Snapdragon S2 APQ8055 (45 nm)    |
| CPU                            | 800 MHz Cortex-A5                       | 800 MHz Cortex-A5                     | 1.4 GHz Scorpion                     | 1.4 GHz Scorpion                       | 1.4 GHz Scorpion                 |
| RAM                            | 256 MB                                  | 256 MB                                | 512 MB                               | 512 MB                                 | 512 MB                           |
| Ứng dụng                       | FM Radio, Nokia Maps                    | FM Radio, Nokia Maps                  | FM Radio, Nokia Maps                 | FM Radio, Nokia Maps                   | FM Radio, Nokia Maps             |

### Thế hệ thứ hai (Windows Phone 8)
| Thế hệ thứ hai (Windows Phone 8)        | Thế hệ thứ hai (Windows Phone 8)            | Thế hệ thứ hai (Windows Phone 8)            | Thế hệ thứ hai (Windows Phone 8) | Thế hệ thứ hai (Windows Phone 8) | Thế hệ thứ hai (Windows Phone 8) | | | | | | | |                                         |                                         |
| Sản phẩm                                | Lumia 520                                   | Lumia 525                                   | Lumia 620 | Lumia 625 | Lumia 720 | Lumia 810 | Lumia 820 | Lumia 822 | Lumia 920 | Lumia 925 | Lumia 928 | Lumia 1020 | Lumia 1320                              | Lumia 1520                              |
| --------------------------------------- | ------------------------------------------- | ------------------------------------------- | --- | --- | --- | --- | --- | --- | --- | --- | --- | --- | --------------------------------------- | --------------------------------------- |
| Ngày giới thiệu                         | Tháng 2 2013                                | Tháng 11 2013                               | Tháng 12 2012 | Tháng 7 2013 | Tháng 2 2013 | Tháng 10 2012 | Tháng 9 2012 | Tháng 10 2012 | Tháng 9 2012 | Tháng 5 2013 | Tháng 5 2013 | Tháng 7 2013 | Tháng 10 2013                           | Tháng 10 2013                           |
| Ngưng sản xuất                          |                                             |                                             | | | | Tháng 4 2013 | | | | | | |                                         |                                         |
| HĐH thấp nhất                           | Windows Phone 8                             | Windows Phone 8                             | Windows Phone 8 | Windows Phone 8 | Windows Phone 8 | Windows Phone 8 | Windows Phone 8 | Windows Phone 8 | Windows Phone 8 | Windows Phone 8 | Windows Phone 8 | Windows Phone 8 | Windows Phone 8                         | Windows Phone 8                         |
| Mạng                                    | GSM, HSDPA, Wi-Fi                           | GSM, HSDPA, Wi-Fi                           | GSM, HSDPA, Wi-Fi | Thêm LTE | GSM, HSDPA, Wi-Fi | GSM, HSDPA, Wi-Fi | Thêm LTE | Thêm LTE | Thêm LTE | Thêm LTE | Thêm LTE | Thêm LTE | Thêm LTE                                | Thêm LTE                                |
| Kích thước                              | Dài: 119.9 mm Rộng: 64.0 mm Mỏng: 9.9 mm    | Dài: 119.9 mm Rộng: 64.0 mm Mỏng: 9.9 mm    | Dài: 115.4 mm Rộng: 61.1 mm Mỏng: 11.02 mm | Dài: 133.25mm Rộng: 72.25mm Mỏng: 9.15mm | Dài: 127.9mm Rộng: 67.5mm Mỏng: 9.0mm | Dài: 127.8mm Rộng: 68.4mm Mỏng: 10.9mm | Dài: 123.8mm Rộng: 68.5mm Mỏng: 9.9mm | Dài: 127.8mm Rộng: 68.4mm Mỏng: 11.2mm | Dài: 130.3mm Rộng: 70.8mm Mỏng: 10.7mm | Dài: 129mm Rộng: 70.6mm Mỏng: 8.5mm | Dài: 133mm Rộng: 68.9mm Mỏng: 10.1mm | Dài: 130.4mm Rộng: 71.4mm Mỏng: 10.5mm | Dài: 164.2mm Rộng: 85.9mm Mỏng: 10.5mm  | Dài: 162.8mm Rộng: 85.4mm Mỏng: 8.7mm   |
| Nặng                                    | 124g                                        | 124g                                        | 127g | 159g | 128g | 145g | 160g | 142g | 185g | 139g | 162g | 158g | 220g                                    | 209g                                    |
| Màn hình                                | Kính chống xước                             | Kính chống xước                             | Kính chống xước | Gorilla Glass 2 (cong) | Gorilla Glass 2 (cong) | Gorilla Glass 2 | Kính chống xước | Gorilla Glass 2 | Gorilla Glass (cong) | Gorilla Glass 2 (cong) | Gorilla Glass 2 (cong) | Gorilla Glass 3 (cong) | Gorilla Glass 3                         | Gorilla Glass 2                         |
| Loại màn hình                           | IPS 24-bit                                  | IPS 24-bit                                  | TFT LCD ClearBlack 24-bit | IPS LCD 24-bit | IPS LCD ClearBlack 24-bit | AMOLED ClearBlack 24-bit | AMOLED ClearBlack 24-bit | AMOLED ClearBlack 24-bit | IPS LCD PureMotion HD+ 24-bit | AMOLED PureMotion HD+ 24-bit | AMOLED PureMotion HD+ 24-bit | AMOLED PureMotion HD+ 24-bit | IPS LCD ClearBlack 24-bit               | IPS LCD ClearBlack 24-bit               |
| Độ tương phản tối đa                    | 600 cd/m²                                   | ?                                           | ? | ? | 600 cd/m² | ? | ? | ? | 600 cd/m² | 600 cd/m² | 600 cd/m² | 600 cd/m² | ?                                       | 600 cd/m²                               |
| Kiểu sắp xếp                            | Ma trận RGB                                 | Ma trận RGB                                 | Ma trận RGB | Ma trận RGB | Ma trận RGB | Ma trận RGB | Ma trận RGB | Ma trận RGB | Ma trận RGB | RGBG PenTile | RGBG PenTile | RGBG PenTile | ?                                       | ?                                       |
| Độ phân giải                            | 480 × 800 (15:9)                            | 480 × 800 (15:9)                            | 480 × 800 (15:9) | 480 × 800 (15:9) | 480 × 800 (15:9) | 480 × 800 (15:9) | 480 × 800 (15:9) | 480 × 800 (15:9) | 768 × 1280 (15:9) | 768 × 1280 (15:9) | 768 × 1280 (15:9) | 768 × 1280 (15:9) | 720 × 1280 (16:9)                       | 1080 × 1920 (16:9)                      |
| Kích thước màn hình                     | 101.6 mm, 4.0"                              | 101.6 mm, 4.0"                              | 96.5 mm, 3.8" | 119 mm, 4.7" | 109 mm, 4.3" | 109 mm, 4.3" | 109 mm, 4.3" | 109 mm, 4.3" | 114 mm, 4.5" | 113 mm, 4.5" | 113 mm, 4.5" | 113 mm, 4.5" | 152.4 mm, 6.0"                          | 152.4 mm, 6.0"                          |
| Số điểm ảnh                             | 235 ppi                                     | 235 ppi                                     | 246 ppi | 201 ppi | 217 ppi | 217 ppi | 217 ppi | 217 ppi | 332 ppi | 334 ppi | 334 ppi | 334 ppi | 245 ppi                                 | 368 ppi                                 |
| Thời lượng pin (3G trò chuyện)          | 9.6 giờ                                     | ?                                           | 9.9 giờ | 15.2 giờ | 13.4 giờ | 10.2 giờ | 8.1 giờ | 10.2 giờ | 10 giờ | 12.8 giờ | 16.2 giờ | 12.3 giờ | 21 giờ                                  | 27.4 giờ                                |
| Thời lượng pin (3G chờ)                 | 360 giờ                                     | ?                                           | 330 giờ | 552 giờ | 520 giờ | 360 giờ | 330 giờ | 486 giờ | 400 giờ | 440 giờ | 541 giờ | 440 giờ | 672 giờ                                 | 768 giờ                                 |
| Thời lượng pin (phát nhạc)              | 61 giờ                                      | ?                                           | 61 giờ | 90 giờ | 79 giờ | 54 giờ | 61 giờ | 62.1 giờ | 74 giờ | 55 giờ | 80 giờ | 53 giờ | 98 giờ                                  | 124 giờ                                 |
| Mô hình pin                             | BL-5J                                       | BL-5J                                       | BL-4J | BP-4GWA (4.1 V) / BP-4GW (3.7 V) | BP-4GWA (4.1 V) / BP-4GW (3.7 V) | BP-4W | BP-5T | BP-4W | BP-4GW | BL-4YW | BV-4NW | BV-5XW | BV-4BW                                  | BV-4BW                                  |
| Loại pin                                | Li-ion                                      | Li-ion                                      | Li-ion | Li-ion ?? / Li-Polymer | Li-ion ?? / Li-Polymer | Li-Polymer | Li-Polymer | Li-Polymer | Li-Polymer | Li-ion | Li-Polymer | Li-ion | ?                                       | ?                                       |
| Dung lượng pin                          | 1430 mAh                                    | 1430 mAh                                    | 1300 mAh | 2000 mAh | 2000 mAh | 1800 mAh | 1650 mAh | 1800 mAh | 2000 mAh | 2000 mAh | 2000 mAh | 2000 mAh | 3400 mAh                                | 3400 mAh                                |
| Máy ảnh                                 | 5.0 MP                                      | 5.0 MP                                      | 5.0 MP | 5.0 MP | 6.7 MP | 8.0 MP | 8.0 MP | 8.0 MP | 8.7 MP PureView | 8.7 MP PureView | 8.7 MP PureView | 41.3 MP PureView | 5.0 MP                                  | 20.0 MP PureView                        |
| Cảm biến                                | 1/4"                                        | 1/4"                                        | 1/4" | 1/4" | 1/3.6" | 1/3.2" | 1/3.2" | 1/3.2" | 1/3.2" | 1/3" | 1/3" | 1/1.5" | 1/4"                                    | 1/2.5"                                  |
| Máy ảnh 35mm                            | 28 mm                                       | 28 mm                                       | 28 mm | 28 mm | 26 mm | 26 mm | 26 mm | 26 mm | 26 mm | 26 mm | 26 mm | 25 mm for 16:9, 27 mm for 4:3 | 28 mm                                   | 26 mm                                   |
| Độ phân giải video                      | 1280 × 720p @ 30 fps                        | 1280 × 720p @ 30 fps                        | 1280 × 720p @ 30 fps | 1920 × 1080p @ 30 fps | 1280 × 720p @ 30 fps | 1920 × 1080p @ 30 fps | 1920 × 1080p @ 30 fps | 1920 × 1080p @ 30 fps | 1920 × 1080p @ 30 fps | 1920 × 1080p @ 30 fps | 1920 × 1080p @ 30 fps | 1920 × 1080p @ 30 fps | 1920 × 1080p @ 30 fps                   | 1920 × 1080p @ 30 fps                   |
| Khẩu độ                                 | ƒ/2.4                                       | ƒ/2.4                                       | ƒ/2.4 | ƒ/2.4 | ƒ/1.9 | ƒ/2.2 | ƒ/2.2 | ƒ/2.2 | ƒ/2.0 | ƒ/2.0 | ƒ/2.0 | ƒ/2.2 | ƒ/2.4                                   | ƒ/2.4                                   |
| Carl Zeiss camera lens                  | Không                                       | Không                                       | Không | Không | Có | Có | Có | Có | Có | Có | Có | Có | Có                                      | Có                                      |
| Máy ảnh trước                           | —                                           | —                                           | 0.3 MP | 0.3 MP | 1.3 MP | 1.2 MP | 0.3 MP | 1.2 MP | 1.2 MP | 1.2 MP | 1.3 MP | 1.2 MP | 0.3 MP                                  | 1.2 MP                                  |
| Đèn Flash                               | —                                           | —                                           | LED flash | LED flash | LED flash | Short-pulse high-power dual-LED | Short-pulse high-power dual-LED | Short-pulse high-power dual-LED | Short-pulse high-power dual-LED | Dual-LED | Xenon flash | Xenon và LED flash | LED                                     | Dual-LED                                |
| Bộ nhớ                                  | 8 GB                                        | 8 GB                                        | 8 GB | 8 GB | 8 GB | 8 GB | 8 GB | 16 GB | 32 GB | 16 GB (32 GB Vodafone) | 32 GB | 32 GB | 8 GB                                    | 32 GB                                   |
| Bộ nhớ mở rộng                          | Lên đến 64 GB microSD                       | Lên đến 64 GB microSD                       | Lên đến 64 GB microSD | Lên đến 64 GB microSD | Lên đến 64 GB microSD | Lên đến 64 GB microSD | Lên đến 64 GB microSD | Lên đến 64 GB microSD | — | — | — | — | Lên đến 64 GB microSD                   | Lên đến 64 GB microSD                   |
| Lưu trữ SkyDrive                        | 7 GB                                        | 7 GB                                        | 7 GB | 7 GB | 7 GB | 7 GB | 7 GB | 7 GB | 7 GB | 7 GB | 7 GB | 7 GB | 7 GB                                    | 7 GB                                    |
| Tìm chỉ đường                           | Bản đồ, Vận chuyển, Drive (khu vực)         | Bản đồ, Vận chuyển, Drive (khu vực)         | Bản đồ, Vận chuyển, Drive+ (toàn cầu) | Bản đồ, Vận chuyển, Drive (khu vực) | Bản đồ, Vận chuyển, Drive (khu vực) | Bản đồ, Vận chuyển, Drive+ (toàn cầu) | Bản đồ, Vận chuyển, Drive+ (toàn cầu) | Bản đồ, Vận chuyển, Drive+ (toàn cầu) | Bản đồ, Vận chuyển, Drive+ (toàn cầu) | Bản đồ, Vận chuyển, Drive+ (toàn cầu) | Bản đồ, Vận chuyển, Drive+ (toàn cầu) | Bản đồ, Vận chuyển, Drive+ (toàn cầu) | Bản đồ, Vận chuyển, Drive (khu vực)     | Bản đồ, Vận chuyển, Drive+ (toàn cầu)   |
| SIM                                     | Micro-SIM (3FF)                             | Micro-SIM (3FF)                             | Micro-SIM (3FF) | Micro-SIM (3FF) | Micro-SIM (3FF) | Micro-SIM (3FF) | Micro-SIM (3FF) | Micro-SIM (3FF) | Micro-SIM (3FF) | Micro-SIM (3FF) | Micro-SIM (3FF) | Micro-SIM (3FF) | Micro-SIM (3FF)                         | Nano-SIM (4FF)                          |
| Khả năng nghe đài FM                    | Từ WP 8 GDR2                                | Từ WP 8 GDR3                                | — | Từ WP 8 GDR2 | Từ WP 8 GDR2 | — | Từ Windows Phone 8 GDR2 cập nhật (mùa xuân 2013) | Từ Windows Phone 8 GDR2 cập nhật (mùa xuân 2013) | Từ Windows Phone 8 GDR2 cập nhật (mùa xuân 2013) | Từ Windows Phone 8 GDR2 cập nhật (mùa xuân 2013) | — | Từ WP 8 GDR2 | từ Windows Phone 8 GDR3                 | từ Windows Phone 8 GDR3                 |
| Hỗ trợ Bluetooth                        | Bt v4.0 từ GDR2 + Amber                     | Bt v4.0                                     | Bluetooth + HS (v3.0) – WP8 giới hạn phần mềm; Bluetooth Smart Low Energy (v4.0) từ GDR2 + Nokia Amber cập nhật cho 52x, 62x, 720 và sau GDR3 + Nokia Black cập nhật cho 82x,92x và 1020 | Bluetooth + HS (v3.0) – WP8 giới hạn phần mềm; Bluetooth Smart Low Energy (v4.0) từ GDR2 + Nokia Amber cập nhật cho 52x, 62x, 720 và sau GDR3 + Nokia Black cập nhật cho 82x,92x và 1020 | Bluetooth + HS (v3.0) – WP8 giới hạn phần mềm; Bluetooth Smart Low Energy (v4.0) từ GDR2 + Nokia Amber cập nhật cho 52x, 62x, 720 và sau GDR3 + Nokia Black cập nhật cho 82x,92x và 1020 | Bluetooth + HS (v3.0) – WP8 giới hạn phần mềm; Bluetooth Smart Low Energy (v4.0) từ GDR2 + Nokia Amber cập nhật cho 52x, 62x, 720 và sau GDR3 + Nokia Black cập nhật cho 82x,92x và 1020 | Bluetooth + HS (v3.0) – WP8 giới hạn phần mềm; Bluetooth Smart Low Energy (v4.0) từ GDR2 + Nokia Amber cập nhật cho 52x, 62x, 720 và sau GDR3 + Nokia Black cập nhật cho 82x,92x và 1020 | Bluetooth + HS (v3.0) – WP8 giới hạn phần mềm; Bluetooth Smart Low Energy (v4.0) từ GDR2 + Nokia Amber cập nhật cho 52x, 62x, 720 và sau GDR3 + Nokia Black cập nhật cho 82x,92x và 1020 | Bluetooth + HS (v3.0) – WP8 giới hạn phần mềm; Bluetooth Smart Low Energy (v4.0) từ GDR2 + Nokia Amber cập nhật cho 52x, 62x, 720 và sau GDR3 + Nokia Black cập nhật cho 82x,92x và 1020 | Bluetooth + HS (v3.0) – WP8 giới hạn phần mềm; Bluetooth Smart Low Energy (v4.0) từ GDR2 + Nokia Amber cập nhật cho 52x, 62x, 720 và sau GDR3 + Nokia Black cập nhật cho 82x,92x và 1020 | Bluetooth + HS (v3.0) – WP8 giới hạn phần mềm; Bluetooth Smart Low Energy (v4.0) từ GDR2 + Nokia Amber cập nhật cho 52x, 62x, 720 và sau GDR3 + Nokia Black cập nhật cho 82x,92x và 1020 | Bluetooth + HS (v3.0) – WP8 giới hạn phần mềm; Bluetooth Smart Low Energy (v4.0) từ GDR2 + Nokia Amber cập nhật cho 52x, 62x, 720 và sau GDR3 + Nokia Black cập nhật cho 82x,92x và 1020 | Bluetooth Smart Low Energy (v4.0)       | Bluetooth Smart Low Energy (v4.0)       |
| Bảo mật NFC (để thanh toán)             | Không                                       | Không                                       | Có | Không | Có | Có | Có | Có | Có | Có | Có | Có | Có                                      | Có                                      |
| NFC hỗ trợ chia sẻ, kết nối và đánh dấu | Không                                       | Không                                       | Có | Không | Có | Có | Có | Có | Có | Có | Có | Có | Có                                      | Có                                      |
| Sạc không dây Qi                        | Không                                       | Không                                       | Không | Không | Có (với vỏ phụ kiện tùy chọn) | Có (với vỏ phụ kiện tùy chọn) | Có (với vỏ phụ kiện tùy chọn) | Có | Có | Có (với vỏ phụ kiện tùy chọn) | Có | Có (với vỏ phụ kiện tùy chọn) | Không                                   | Có                                      |
| Cảm ứng siêu nhạy                       | Có                                          | Có                                          | Không | Có | Có | Có | Có | Có | Có | Có | Có | Có | Có                                      | Có                                      |
| SoC                                     | Qualcomm Snapdragon S4 Plus MSM8227 (28 nm) | Qualcomm Snapdragon S4 Plus MSM8227 (28 nm) | Qualcomm Snapdragon S4 Plus MSM8227 (28 nm) | Qualcomm Snapdragon 400 8930 (28 nm) | Qualcomm Snapdragon S4 Plus MSM8227 (28 nm) | Qualcomm Snapdragon S4 Pro MSM8960 (28 nm) | Qualcomm Snapdragon S4 Pro MSM8960 (28 nm) | Qualcomm Snapdragon S4 Pro MSM8960 (28 nm) | Qualcomm Snapdragon S4 Pro MSM8960 (28 nm) | Qualcomm Snapdragon S4 Pro MSM8960 (28 nm) | Qualcomm Snapdragon S4 Pro MSM8960 (28 nm) | Qualcomm Snapdragon S4 Pro MSM8960 (28 nm) | Qualcomm Snapdragon 400 8930AB (28 nm)  | Qualcomm Snapdragon 800 MSM8974 (28 nm) |
| CPU                                     | 1.0 GHz lõi kép Krait                       | 1.0 GHz lõi kép Krait                       | 1.0 GHz lõi kép Krait | 1.2 GHz lõi kép Krait | 1.0 GHz lõi kép Krait | 1.5 GHz lõi kép Krait | 1.5 GHz lõi kép Krait | 1.5 GHz lõi kép Krait | 1.5 GHz lõi kép Krait | 1.5 GHz lõi kép Krait | 1.5 GHz lõi kép Krait | 1.5 GHz lõi kép Krait | 1.7 GHz lõi kép Krait                   | 2.2 GHz lõi tứ Krait                    |
| GPU                                     | Qualcomm Adreno 305                         | Qualcomm Adreno 305                         | Qualcomm Adreno 305 | Qualcomm Adreno 305 | Qualcomm Adreno 305 | Qualcomm Adreno 225 | Qualcomm Adreno 225 | Qualcomm Adreno 225 | Qualcomm Adreno 225 | Qualcomm Adreno 225 | Qualcomm Adreno 225 | Qualcomm Adreno 225 | Qualcomm Adreno 305                     | Qualcomm Adreno 330                     |
| RAM                                     | 512 MB (32-bit kênh đơn, LPDDR2)            | 1 GB (32-bit kênh đơn, LPDDR2)              | 512 MB (32-bit kênh đơn, LPDDR2) | 512 MB (32-bit kênh đơn, 533 MHz, LPDDR2) | 512 MB (32-bit kênh đơn, LPDDR2) | 1 GB (32-bit kênh đơn, 500 MHz, LPDDR2) | 1 GB (32-bit kênh đơn, 500 MHz, LPDDR2) | 1 GB (32-bit kênh đơn, 500 MHz, LPDDR2) | 1 GB (32-bit kênh đơn, 500 MHz, LPDDR2) | 1 GB (32-bit kênh đơn, 500 MHz, LPDDR2) | 1 GB (32-bit kênh đơn, 500 MHz, LPDDR2) | 2 GB (32-bit kênh đôi, 500 MHz, LPDDR2) | 1 GB (32-bit kênh đơn, 533 MHz, LPDDR2) | 2 GB (32-bit kênh đôi, 800 MHz, LPDDR3  |
| Sản phẩm                                | Lumia 520                                   | Lumia 525                                   | Lumia 620 | Lumia 625 | Lumia 720 | Lumia 810 | Lumia 820 | Lumia 822 | Lumia 920 | Lumia 925 | Lumia 928 | Lumia 1020 | Lumia 1320                              | Lumia 1520                              |

### Thế hệ thứ ba (Windows Phone 8.1)
| Mẫu                                | Mẫu                                        | Lumia 430                       | Lumia 435                       | Lumia 530                       | Lumia 532                            | Lumia 535                       | Lumia 630                       | Lumia 635                       | Lumia 730                       | Lumia 735                       | Lumia 830                       | Lumia 930                       |
| Ngày giới thiệu                    | Ngày giới thiệu                            | tháng 3 năm 2015                | tháng 1 năm 2015                | tháng 7 năm 2014                | tháng 1 năm 2015                     | tháng 11 năm 2014               | tháng 4 năm 2014                | tháng 4 năm 2014                | tháng 9 năm 2014                | tháng 9 năm 2014                | tháng 9 năm 2014                | tháng 4 năm 2014                |
| Phiên bản HĐH cao nhất được hỗ trợ | Phiên bản HĐH cao nhất được hỗ trợ         | Windows Phone 8.1 Update 2      | Windows Phone 8.1 Update 2      | Windows Phone 8.1 Update 2      | Windows Phone 8.1 Update 2           | Windows Phone 8.1 Update 2      | Windows Phone 8.1 Update 2      | Windows Phone 8.1 Update 2      | Windows Phone 8.1 Update 2      | Windows Phone 8.1 Update 2      | Windows Phone 8.1 Update 2      | Windows Phone 8.1 Update 2      |
| Có thể cập nhật lên Windows 10     | Có thể cập nhật lên Windows 10             | Có                              | Có                              | Có                              | Có                                   | Có                              | Có                              | Có                              | Có                              | Có                              | Có                              | Có                              |
| Thông số kỹ thuật                  | Thông số kỹ thuật                          | Lumia 430                       | Lumia 435                       | Lumia 530                       | Lumia 532                            | Lumia 535                       | Lumia 630                       | Lumia 635                       | Lumia 730                       | Lumia 735                       | Lumia 830                       | Lumia 930                       |
| Kích thước mm (in)                 | chiều cao                                  | 120,5 (4,74)                    | 118,1 (4,65)                    | 119,7 (4,71)                    | 118,9 (4,68)                         | 140,2 (5,52)                    | 129,5 (5,10)                    | 129,5 (5,10)                    | 134,7 (5,30)                    | 134,7 (5,30)                    | 139,4 (5,49)                    | 137 (5,4)                       |
| Kích thước mm (in)                 | chiều rộng                                 | 63,2 (2,49)                     | 64,7 (2,55)                     | 62,3 (2,45)                     | 65,5 (2,58)                          | 72,4 (2,85)                     | 66,7 (2,63)                     | 66,7 (2,63)                     | 68,5 (2,70)                     | 68,5 (2,70)                     | 70,7 (2,78)                     | 71 (2,8)                        |
| Kích thước mm (in)                 | chiều dày                                  | 10,6 (0,42)                     | 11,7 (0,46)                     | 11,7 (0,46)                     | 11,6 (0,46)                          | 8,8 (0,35)                      | 9,2 (0,36)                      | 9,2 (0,36)                      | 8,7 (0,34)                      | 8,9 (0,35)                      | 8,5 (0,33)                      | 9,8 (0,39)                      |
| Màu                                |                                            |                                 |                                 |                                 |                                      |                                 |                                 |                                 |                                 |                                 |                                 |                                 |
| Trọng lượng g (oz)                 | Trọng lượng g (oz)                         | 127,9 (4,51)                    | 134,1 (4,73)                    | 129 (4,6)                       | 136,3 (4,81)                         | 146 (5,1)                       | 134 (4,7)                       | 134 (4,7)                       | 130 (4,6)                       | 134 (4,7)                       | 150 (5,3)                       | 167 (5,9)                       |
| Bộ nhớ                             | Bộ nhớ                                     | Lumia 430                       | Lumia 435                       | Lumia 530                       | Lumia 532                            | Lumia 535                       | Lumia 630                       | Lumia 635                       | Lumia 730                       | Lumia 735                       | Lumia 830                       | Lumia 930                       |
| Mở rộng                            | Mở rộng                                    | microSD, lên tới 128 GB         | microSD, lên tới 128 GB         | microSD, lên tới 128 GB         | microSD, lên tới 128 GB              | microSD, lên tới 128 GB         | microSD, lên tới 128 GB         | microSD, lên tới 128 GB         | microSD, lên tới 128 GB         | microSD, lên tới 128 GB         | microSD, lên tới 128 GB         | Không                           |
| Trong                              | Trong                                      | 8 GB                            | 8 GB                            | 4 GB                            | 8 GB                                 | 8 GB                            | 8 GB                            | 8 GB                            | 8 GB                            | 8 GB                            | 16 GB                           | 32 GB                           |
| RAM                                | RAM                                        | 1 GB                            | 1 GB                            | 512 MB                          | 1 GB                                 | 1 GB                            | 512 MB                          | 512 MB                          | 1 GB                            | 1 GB                            | 1 GB                            | 2 GB                            |
| Hiển thị                           | Hiển thị                                   | Lumia 430                       | Lumia 435                       | Lumia 530                       | Lumia 532                            | Lumia 535                       | Lumia 630                       | Lumia 635                       | Lumia 730                       | Lumia 735                       | Lumia 830                       | Lumia 930                       |
| Kích thước chéo mm (in)            | Kích thước chéo mm (in)                    | 101 (4,0)                       | 101 (4,0)                       | 101,6 (4,00)                    | 101 (4,0)                            | 127 (5,0)                       | 114,3 (4,50)                    | 114,3 (4,50)                    | 119,4 (4,70)                    | 119,4 (4,70)                    | 127 (5,0)                       | 127 (5,0)                       |
| Cải thiện                          | Cải thiện                                  | —                               | —                               | —                               | —                                    | —                               | ClearBlack polarizer            | ClearBlack polarizer            | ClearBlack polarizer            | ClearBlack polarizer            | ClearBlack polarizer            | ClearBlack polarizer, 60 Hz     |
| Glance                             | Glance                                     | Không                           | Không                           | Không                           | Có                                   | Không                           | Không                           | Không                           | Không                           | Không                           | Có                              | Không                           |
| Gorilla Glass                      | Gorilla Glass                              | Không                           | Không                           | Không                           | Không                                | Có                              | Có                              | Có                              | Có                              | Có                              | Có                              | Có                              |
| Nút trên màn hình                  | Nút trên màn hình                          | Không                           | Không                           | Có                              | Không                                | Có                              | Có                              | Có                              | Có                              | Có                              | Không                           | Không                           |
| Mật độ điểm ảnh ppi                | Mật độ điểm ảnh ppi                        | 235                             | 235                             | 245                             | 233                                  | 220                             | 221                             | 221                             | 316                             | 316                             | 294                             | 441                             |
| Độ phân giải pixels                | Độ phân giải pixels                        | 800 x 480                       | 800 x 480                       | 480 x 854                       | 800 x 480                            | 960 x 540                       | 480 x 854                       | 480 x 854                       | 720 x 1280                      | 720 x 1280                      | 720 x 1280                      | 1080 x 1920                     |
| Cảm ứng siêu nhạy                  | Cảm ứng siêu nhạy                          | Không                           | Không                           | Không                           | Không                                | Không                           | Không                           | Không                           | Có                              | Có                              | Có                              | Có                              |
| Công nghệ                          | Công nghệ                                  | LCD                             | LCD                             | LCD                             | LCD                                  | IPS                             | IPS                             | IPS                             | OLED                            | AMOLED                          | IPS                             | AMOLED                          |
| Công nghệ                          | Công nghệ                                  | Lumia 435                       | Lumia 530                       | Lumia 532                       | Lumia 535                            | Lumia 630                       | Lumia 635                       | Lumia 730                       | Lumia 735                       | Lumia 830                       | Lumia 930                       |                                 |
| Mạng                               | GSM                                        | 850/900/1800/1900               | 850/900/1800/1900               | 850/900/1800/1900               | 850/900/1800/1900                    | 850/900/1800/1900               | 850/900/1800/1900               | 850/900/1800/1900               | 850/900/1800/1900               | 850/900/1800/1900               | 850/900/1800/1900               | 850/900/1800/1900               |
| Mạng                               | LTE                                        | —                               | —                               | —                               | —                                    | —                               | —                               | 800/1800/2600                   | —                               | 800/900/1800/2600               | 800/900/1800/2100/2600          | 800/900/1800/2100/2600          |
| Mạng                               | W-CDMA (UMTS)                              | 900/2100                        | 900/2100                        | 850/900/1900/2100               | 850/900/1900/2100 900/2100 (Hai SIM) | 900/2100                        | 900/2100                        | 850/900/1900/2100               | 850/900/1900/2100               | 850/900/1900/2100               | 850/900/1900/2100               | 850/900/1900/2100               |
| Cấu trúc CPU                       | Cấu trúc CPU                               | Lõi kép, 28 nm                  | Lõi kép, 28 nm                  | Lõi tứ, 28 nm                   | Lõi tứ, 28 nm                        | Lõi tứ, 28 nm                   | Lõi tứ, 28 nm                   | Lõi tứ, 28 nm                   | Lõi tứ, 28 nm                   | Lõi tứ, 28 nm                   | Lõi tứ, 28 nm                   | Lõi tứ, 28 nm                   |
| Tốc độ CPU GHz                     | Tốc độ CPU GHz                             | 1.2                             | 1.2                             | 1.2                             | 1.2                                  | 1.2                             | 1.2                             | 1.2                             | 1.2                             | 1.2                             | 1.2                             | 2.2                             |
| GPU                                | GPU                                        | Adreno 302                      | Adreno 302                      | Adreno 302                      | Adreno 302                           | Adreno 302                      | Adreno 305                      | Adreno 305                      | Adreno 305                      | Adreno 305                      | Adreno 305                      | Adreno 330                      |
| SoC                                | SoC                                        | Qualcomm Snapdragon 200 MSM8210 | Qualcomm Snapdragon 200 MSM8210 | Qualcomm Snapdragon 200 MSM8212 | Qualcomm Snapdragon 200 MSM8212      | Qualcomm Snapdragon 200 MSM8212 | Qualcomm Snapdragon 400 MSM8226 | Qualcomm Snapdragon 400 MSM8926 | Qualcomm Snapdragon 400 MSM8226 | Qualcomm Snapdragon 400 MSM8926 | Qualcomm Snapdragon 400 MSM8926 | Qualcomm Snapdragon 800 MSM8974 |
| Pin                                | Pin                                        | Lumia 430                       | Lumia 435                       | Lumia 530                       | Lumia 532                            | Lumia 535                       | Lumia 630                       | Lumia 635                       | Lumia 730                       | Lumia 735                       | Lumia 830                       | Lumia 930                       |
| Thời gian sử dụng tối đa giờ       | Phát video                                 | 6.5                             | 6.6                             | 5.5                             | 7.4                                  | 6.5                             | 7                               | 7                               | 9                               | 9                               | 10                              | 9                               |
| Thời gian sử dụng tối đa giờ       | Lướt web Wi-Fi                             | 9                               | 9.4                             | 8.5                             | 12.5                                 | 8.5                             | 9.4                             | 9.4                             | 9                               | 9                               | 10                              | 9                               |
| Dung lượng mAh                     | Dung lượng mAh                             | 1500                            | 1560                            | 1430                            | 1560                                 | 1905                            | 1830                            | 1830                            | 2200                            | 2200                            | 2200                            | 2420                            |
| Có thể tháo rời                    | Có thể tháo rời                            | Có                              | Có                              | Có                              | Có                                   | Có                              | Có                              | Có                              | Có                              | Có                              | Có                              | Không                           |
| Công nghệ                          | Công nghệ                                  | Lithium-ion                     | Lithium-ion                     | Lithium-ion                     | Lithium-ion                          | Lithium-ion                     | Lithium-ion                     | Lithium-ion                     | Lithium-ion                     | Lithium-ion                     | Lithium-ion                     | Lithium-ion                     |
| Máy ảnh                            | Máy ảnh                                    | Lumia 430                       | Lumia 435                       | Lumia 530                       | Lumia 532                            | Lumia 535                       | Lumia 630                       | Lumia 635                       | Lumia 730                       | Lumia 735                       | Lumia 830                       | Lumia 930                       |
| Máy ảnh trước                      | Khẩu độ                                    | f/2.8                           | f/2.7                           | —                               | f/2.7                                | f/2.5                           | —                               | —                               | f/2.4                           | f/2.4                           | f/2.4                           | f/2.4                           |
| Máy ảnh trước                      | Megapixel                                  | 0.3                             | 0.3                             | —                               | 0.3                                  | 5                               | —                               | —                               | 5                               | 5                               | 0.9                             | 1.2                             |
| Máy ảnh trước                      | Độ phân giải video                         | VGA (640 x 480)                 | VGA (640 x 480)                 | —                               | VGA (640 x 480)                      | FWVGA (848 x 480)               | —                               | —                               | FHD (1920 x 1080)               | FHD (1920 x 1080)               | HD (1280 x 720)                 | HD (1280 x 720)                 |
| Máy ảnh chính                      | Tự động lấy nét                            | Không                           | Không                           | Không                           | Không                                | Có                              | Có                              | Có                              | Có                              | Có                              | Có                              | Có                              |
| Máy ảnh chính                      | Khẩu độ                                    | f/2.2                           | f/2.7                           | f/2.4                           | f/2.5                                | f/2.5                           | f/2.4                           | f/2.4                           | f/1.9                           | f/1.9                           | f/2.2                           | f/2.4                           |
| Máy ảnh chính                      | Ống kính Carl Zeiss                        | Không                           | Không                           | Không                           | Không                                | Không                           | Không                           | Không                           | Có                              | Có                              | Có                              | Có                              |
| Máy ảnh chính                      | Thu phóng kỹ thuật số với binning điểm ảnh | Không                           | Không                           | Không                           | Không                                | Không                           | Không                           | Không                           | Không                           | Không                           | Không                           | Có                              |
| Máy ảnh chính                      | Flash                                      | Không                           | Không                           | Không                           | Không                                | LED                             | Không                           | Không                           | LED                             | LED                             | LED                             | Dual LED                        |
| Máy ảnh chính                      | Tiêu cự mm (in)                            |                                 | 36 (1,4)                        | 28 (1,1)                        | 28 (1,1)                             | 28 (1,1)                        | 28 (1,1)                        | 28 (1,1)                        | 26 (1,0)                        | 26 (1,0)                        | 26 (1,0)                        | 26 (1,0)                        |
| Máy ảnh chính                      | Megapixel                                  | 2                               | 2                               | 5                               | 5                                    | 5                               | 5                               | 5                               | 6.7                             | 6.7                             | 10                              | 20                              |
| Máy ảnh chính                      | Ổn định hình ảnh quang học                 | Không                           | Không                           | Không                           | Không                                | Không                           | Không                           | Không                           | Không                           | Không                           | Có                              | Có                              |
| Máy ảnh chính                      | Kích thước cảm biền inch                   | 1/5                             | 1/5                             | 1/4                             | 1/4                                  | 1/4                             | 1/4                             | 1/4                             | 1/3.4                           | 1/3.4                           | 1/3.4                           | 1/2.5                           |
| Máy ảnh chính                      | Tốc độ khung hình video fps                | 30                              | 30                              | 30                              | 30                                   | 30                              | 30                              | 30                              | 30                              | 30                              | 30                              | 30                              |
| Máy ảnh chính                      | Độ phân giải video                         | FWVGA (848 x 480)               | FWVGA (848 x 480)               | WVGA (800 x 448)                | FWVGA (848 x 480)                    | FWVGA (848 x 480)               | HD (1280 x 720)                 | HD (1280 x 720)                 | FHD (1920 x 1080)               | FHD (1920 x 1080)               | FHD (1920 x 1080)               | 4K (4096 × 2160)                |
| Định dạng ảnh lossless (DNG)       | Định dạng ảnh lossless (DNG)               | Không                           | Không                           | Không                           | Không                                | Không                           | Không                           | Không                           | Không                           | Không                           | Có                              | Có                              |
| Cảm biến                           | Cảm biến                                   | Lumia 430                       | Lumia 435                       | Lumia 530                       | Lumia 532                            | Lumia 535                       | Lumia 630                       | Lumia 635                       | Lumia 730                       | Lumia 735                       | Lumia 830                       | Lumia 930                       |
| Gia tốc kế                         | Gia tốc kế                                 | Có                              | Có                              | Có                              | Có                                   | Có                              | Có                              | Có                              | Có                              | Có                              | Có                              | Có                              |
| Cảm biến ánh sáng                  | Cảm biến ánh sáng                          | Có                              | Có                              | Không                           | Có                                   | Có                              | Không                           | Không                           | Có                              | Có                              | Có                              | Có                              |
| Con quay quy hồi                   | Con quay quy hồi                           | Không                           | Không                           | Không                           | Không                                | Không                           | Không                           | Không                           | Không                           | Không                           | Có                              | Có                              |
| Từ kế                              | Từ kế                                      | Không                           | Không                           | Không                           | Không                                | Không                           | Không                           | Không                           | Có                              | Có                              | Có                              | Có                              |
| Microphone                         | Microphone                                 | 1                               | 2                               | 2                               | 2                                    | 2                               | 2                               | 2                               | 2                               | 2                               | 3                               | 4                               |
| Cảm biến tiệm cận                  | Cảm biến tiệm cận                          | Có                              | Có                              | Không                           | Có                                   | Có                              | Không                           | Không                           | Có                              | Có                              | Có                              | Có                              |
| SensorCore                         | SensorCore                                 | Không                           | Không                           | Không                           | Không                                | Không                           | Có                              | Có                              | Có                              | Có                              | Có                              | Có                              |
| Kết nối                            | Kết nối                                    | Lumia 430                       | Lumia 435                       | Lumia 530                       | Lumia 532                            | Lumia 535                       | Lumia 630                       | Lumia 635                       | Lumia 730                       | Lumia 735                       | Lumia 830                       | Lumia 930                       |
| SIM                                | Số thẻ                                     | Hai                             | Một/hai                         | Một/hai                         | Một/hai                              | Một/hai                         | Một/hai                         | Một                             | Hai                             | Một                             | Một                             | Một                             |
| SIM                                | Kích thước                                 | Micro-SIM                       | Micro-SIM                       | Micro-SIM                       | Micro-SIM                            | Micro-SIM                       | Micro-SIM                       | Micro-SIM                       | Micro-SIM                       | Nano-SIM                        | Nano-SIM                        | Nano-SIM                        |
| Cổng kết nối AV                    | Cổng kết nối AV                            | Jack âm thanh 3.5mm             | Jack âm thanh 3.5mm             | Jack âm thanh 3.5mm             | Jack âm thanh 3.5mm                  | Jack âm thanh 3.5mm             | Jack âm thanh 3.5mm             | Jack âm thanh 3.5mm             | Jack âm thanh 3.5mm             | Jack âm thanh 3.5mm             | Jack âm thanh 3.5mm             | Jack âm thanh 3.5mm             |
| Bluetooth                          | Bluetooth                                  | 4.0                             | 4.0                             | 4.0                             | 4.0                                  | 4.0                             | 4.0                             | 4.0                             | 4.0                             | 4.0                             | 4.0                             | 4.0                             |
| Sạc/truyền dữ liệu                 | Sạc/truyền dữ liệu                         | Micro-USB 2.0                   | Micro-USB 2.0                   | Micro-USB 2.0                   | Micro-USB 2.0                        | Micro-USB 2.0                   | Micro-USB 2.0                   | Micro-USB 2.0                   | Micro-USB 2.0                   | Micro-USB 2.0                   | Micro-USB 2.0                   | Micro-USB 2.0                   |
| NFC                                | NFC                                        | Không                           | Không                           | Không                           | Không                                | Không                           | Không                           | Không                           | Có                              | Có                              | Có                              | Có                              |
| Wi-Fi                              | Wi-Fi                                      | b/g/n                           | b/g/n                           | b/g/n                           | b/g/n                                | b/g/n                           | b/g/n                           | b/g/n                           | b/g/n                           | b/g/n                           | a/b/g/n                         | a/b/g/n/ac                      |
| Sạc không dây Qi                   | Sạc không dây Qi                           | Không                           | Không                           | Không                           | Không                                | Không                           | Không                           | Không                           | Không                           | cần vỏ riêng                    | Có                              | Có                              |
| Khác                               | Khác                                       | Lumia 430                       | Lumia 435                       | Lumia 530                       | Lumia 532                            | Lumia 535                       | Lumia 630                       | Lumia 635                       | Lumia 730                       | Lumia 735                       | Lumia 830                       | Lumia 930                       |
| FM Radio                           | FM Radio                                   | Có                              | Có                              | Có                              | Có                                   | Có                              | Có                              | Có                              | Có                              | Có                              | Có                              | Có                              |
| TV kỹ thuật số                     | TV kỹ thuật số                             | Không                           | một số biến thể                 | Không                           | một số biến thể                      | Không                           | một số biến thể                 | Không                           | Không                           | Không                           | Không                           | Không                           |
| Mẫu                                | Mẫu                                        | Lumia 430                       | Lumia 435                       | Lumia 530                       | Lumia 532                            | Lumia 535                       | Lumia 630                       | Lumia 635                       | Lumia 730                       | Lumia 735                       | Lumia 830                       | Lumia 930                       |

### Thế hệ thứ tư (Windows Phone 8.1 Update 2)
| Mẫu                                | Mẫu                                        | Lumia 540                         | Lumia 640                       | Lumia 640 XL                    |       |       |
| Ngày giới thiệu                    | Ngày giới thiệu                            | tháng 4 năm 2015                  | tháng 3 năm 2015                | tháng 3 năm 2015                |       |       |
| Phiên bản HĐH cao nhất được hỗ trợ | Phiên bản HĐH cao nhất được hỗ trợ         | Windows Phone 8.1 Update 2        | Windows Phone 8.1 Update 2      | Windows Phone 8.1 Update 2      |       |       |
| Có thể cập nhật lên Windows 10     | Có thể cập nhật lên Windows 10             | Có                                | Có                              | Có                              |       |       |
| Thông số kỹ thuật                  | Thông số kỹ thuật                          | Lumia 540                         | Lumia 640                       | Lumia 640 XL                    |       |       |
| Kích thước mm (in)                 | chiều cao                                  | 144 (5,7)                         | 141,3 (5,56)                    | 157,9 (6,22)                    |       |       |
| Kích thước mm (in)                 | chiều rộng                                 | 73,9 (2,91)                       | 72,2 (2,84)                     | 81,5 (3,21)                     |       |       |
| Kích thước mm (in)                 | chiều dày                                  | 9,35 (0,368)                      | 8,8 (0,35)                      | 9 (0,35)                        |       |       |
| Màu                                |                                            |                                   |                                 |                                 |       |       |
| Trọng lượng g (oz)                 | Trọng lượng g (oz)                         | 152 (5,4)                         | 144 (5,1)                       | 171 (6,0)                       |       |       |
| Bộ nhớ                             | Bộ nhớ                                     | Lumia 540                         | Lumia 640                       | Lumia 640 XL                    |       |       |
| Mở rộng                            | Mở rộng                                    | microSD, lên tới 128 GB           | microSD, lên tới 128 GB         | microSD, lên tới 128 GB         |       |       |
| Trong                              | Trong                                      | 8 GB                              | 8 GB                            | 8 GB                            |       |       |
| RAM                                | RAM                                        | 1 GB                              | 1 GB                            | 1 GB                            |       |       |
| Hiển thị                           | Hiển thị                                   | Lumia 540                         | Lumia 640                       | Lumia 640 XL                    |       |       |
| Kích thước chéo mm (in)            | Kích thước chéo mm (in)                    | 127 (5,0)                         | 127 (5,0)                       | 145 (5,7)                       |       |       |
| Cải thiện                          | Cải thiện                                  | ClearBlack polarizer              | ClearBlack polarizer            | ClearBlack polarizer            |       |       |
| Glance                             | Glance                                     | Không                             | Có                              | Có                              |       |       |
| Gorilla Glass                      | Gorilla Glass                              | Không                             | Có                              | Có                              |       |       |
| Nút trên màn hình                  | Nút trên màn hình                          | Có                                | Có                              | Có                              |       |       |
| Mật độ điểm ảnh ppi                | Mật độ điểm ảnh ppi                        | 294                               | 294                             | 259                             |       |       |
| Độ phân giải pixels                | Độ phân giải pixels                        | 1280 x 720                        | 1280 x 720                      | 1280 x 720                      |       |       |
| Cảm ứng siêu nhạy                  | Cảm ứng siêu nhạy                          | Không                             | Không                           | Không                           |       |       |
| Công nghệ                          | Công nghệ                                  | IPS                               | IPS                             | IPS                             |       |       |
| Công nghệ                          | Công nghệ                                  | Lumia 540                         | Lumia 640                       | Lumia 640 XL                    |       |       |
| Mạng                               | GSM                                        | 850/900/1800/1900                 | 850/900/1800/1900               | 850/900/1800/1900               |       |       |
| Mạng                               | LTE                                        |                                   | Khác nhau giữa các biến thể     | Khác nhau giữa các biến thể     |       |       |
| Mạng                               | W-CDMA (UMTS)                              | Dải 1 (2100 MHz), Dải 8 (900 MHz) | Khác nhau giữa các biến thể     | Khác nhau giữa các biến thể     |       |       |
| Cấu trúc CPU                       | Cấu trúc CPU                               | Lõi tứ, 28 nm                     | Lõi tứ, 28 nm                   | Lõi tứ, 28 nm                   |       |       |
| Tốc độ CPU GHz                     | Tốc độ CPU GHz                             | 1.2                               | 1.2                             | 1.2                             |       |       |
| GPU                                | GPU                                        | Adreno 302                        | Adreno 305                      | Adreno 305                      |       |       |
| Soc                                | Soc                                        | Qualcomm Snapdragon 200           | Qualcomm Snapdragon 400 MSM8926 | Qualcomm Snapdragon 400 MSM8926 |       |       |
| Pin                                | Pin                                        | Lumia 540                         | Lumia 640                       | Lumia 640 XL                    |       |       |
| Thời gian sử dụng tối đa giờ       | Phát video                                 | 6.9                               | 8.6                             | 10.6                            |       |       |
| Thời gian sử dụng tối đa giờ       | Lướt web Wi-Fi                             | 10.1                              | 10.8                            | 14.2                            |       |       |
| Dung lượng mAh                     | Dung lượng mAh                             | 2200                              | 2500                            | 3000                            |       |       |
| Có thể tháo rời                    | Có thể tháo rời                            | Có                                | Có                              | Có                              |       |       |
| Công nghệ                          | Công nghệ                                  | TBC                               | TBC                             | TBC                             |       |       |
| Máy ảnh                            | Máy ảnh                                    | Lumia 540                         | Lumia 640                       | Lumia 640 XL                    |       |       |
| Máy ảnh trước                      | Khẩu độ                                    | f/2.4                             | f/2.4                           | f/2.2                           | f/2.2 | f/2.2 |
| Máy ảnh trước                      | Megapixel                                  | 5                                 | 0.9                             | 5                               |       |       |
| Máy ảnh trước                      | Độ phân giải video                         | FWVGA (848 x 480)                 | HD (1280 x 720)                 | FHD (1080 x 1920)               |       |       |
| Máy ảnh chính                      | Tự lấy nét                                 | Có                                | Có                              | Có                              |       |       |
| Máy ảnh chính                      | Khẩu độ                                    | f/2.2                             | f/2.2                           | f/2.0                           | f/2.0 | f/2.0 |
| Máy ảnh chính                      | Ống kính Carl Zeiss                        | Không                             | Không                           | Có                              |       |       |
| Máy ảnh chính                      | Thu phóng kỹ thuật số với binning điểm ảnh | Không                             | Không                           | Không                           |       |       |
| Máy ảnh chính                      | Flash                                      | LED                               | LED                             | LED                             |       |       |
| Máy ảnh chính                      | Tiêu cự mm (in)                            | 28 mm                             | 28 mm                           | 28 mm                           |       |       |
| Máy ảnh chính                      | Megapixel                                  | 8                                 | 8                               | 13                              |       |       |
| Máy ảnh chính                      | Ổn định hình ảnh quang học                 | Không                             | Không                           | Không                           |       |       |
| Máy ảnh chính                      | Kích thước cảm biến inch                   | 1/4                               | 1/4                             | 1/3                             | 1/3   | 1/3   |
| Máy ảnh chính                      | Tốc độ khung hình video fps                | 30                                | 30                              | 30                              |       |       |
| Máy ảnh chính                      | Độ phân giải video                         | FWVGA (848 x 480)                 | FHD (1080 x 1920)               | FHD (1080 x 1920)               |       |       |
| Định dạng ảnh lossless (DNG)       | Định dạng ảnh lossless (DNG)               | Không                             | Không                           | Không                           |       |       |
| Cảm biến                           | Cảm biến                                   | Lumia 540                         | Lumia 640                       | Lumia 640 XL                    |       |       |
| Gia tốc kế                         | Gia tốc kế                                 | Có                                | Có                              | Có                              |       |       |
| Cảm biến ánh sáng                  | Cảm biến ánh sáng                          | Có                                | Có                              | Có                              |       |       |
| Con quay quy hồi                   | Con quay quy hồi                           | Không                             | Không                           | Không                           |       |       |
| Từ kế                              | Từ kế                                      | Không                             | Có                              | Có                              |       |       |
| Microphone                         | Microphone                                 | Có                                | Có                              | Có                              |       |       |
| Cảm biến tiệm cận                  | Cảm biến tiệm cận                          | Có                                | Có                              | Có                              |       |       |
| SensorCore                         | SensorCore                                 |                                   | Có                              | Có                              |       |       |
| Kết nối                            | Kết nối                                    | Lumia 540                         | Lumia 640                       | Lumia 640 XL                    |       |       |
| SIM                                | Số thẻ                                     | 2                                 | 1/2 (tùy biến thể)              | 1/2 (tùy biến thể)              |       |       |
| SIM                                | Kích thước                                 | Micro-SIM                         | Micro-SIM                       | Micro-SIM                       |       |       |
| Cổng kết nối AV                    | Cổng kết nối AV                            | Jack âm thanh 3.5mm               | Jack âm thanh 3.5mm             | Jack âm thanh 3.5mm             |       |       |
| Bluetooth                          | Bluetooth                                  | 4.0                               | 4.0                             | 4.0                             |       |       |
| Sạc/truyền dữ liệu                 | Sạc/truyền dữ liệu                         | Micro USB                         | Micro USB                       | Micro USB                       |       |       |
| NFC                                | NFC                                        |                                   | chỉ biến thể LTE                | Có                              |       |       |
| Wi-Fi                              | Wi-Fi                                      | b/g/n                             | b/g/n                           | b/g/n                           |       |       |
| Sạc không dây Qi                   | Sạc không dây Qi                           | Không                             | Không                           | Không                           |       |       |
| Khác                               | Khác                                       | Lumia 540                         | Lumia 640                       | Lumia 640 XL                    |       |       |
| FM Radio                           | FM Radio                                   | Có                                | Có                              | Có                              |       |       |
| TV kỹ thuật số                     | TV kỹ thuật số                             | Không                             | Không                           | Không                           |       |       |
| Mẫu                                | Mẫu                                        | Lumia 540                         | Lumia 640                       | Lumia 640 XL                    |       |       |

## Bán ra
|        | Vùng                  | Q4 2011 | Q1 2012 | Q2 2012 | Q3 2012 | Q4 2012 | Q1 2013 | Q2 2013 | Q3 2013 | Q4 2013 | Q1 2014 | Q2 2014 | Q3 2014 | Q4 2014 | Q1 2015 | Q2 2015 | Tổng |
| Bán ra | Bắc Mỹ                | 0.0     | 0.6     | 0.6     | 0.3     | 0.7     | 0.4     | 0.5     | 1.4     | -       | -       | -       | -       | -       | -       | -       |      |
| Bán ra | Khu vực còn lại       | 1.0     | 1.4     | 3.4     | 2.6     | 3.7     | 5.2     | 6.9     | 7.4     | -       | -       | -       | -       | -       | -       | -       |      |
| Bán ra | Quý bán hàng toàn cầu | 1       | 2       | 4       | 2.9     | 4.4     | 5.6     | 7.4     | 8.8     | 8.2     | 8       | 7.4     | 9.3     | 10.5    | 8.6     | 8.4     | 96.5 |

Biểu đồ doanh thu quý toàn cầu của Nokia Lumia (triệu đơn vị):